# Atsugi AXT Main Tower
L' Atsugi AXT Main Tower (厚木アクストメインタワー) est un gratte-ciel de 107 mètres de hauteur (du toit) sur 26 étages, construit de 1992 à 1995 dans la ville de Atsugi dans l'agglomération de Tokyo au Japon .
Avec l'antenne la hauteur maximale de l'édifice est de 117 m .
C'est le plus haut bâtiment d'Atsugi et l'unique gratte-ciel de la ville .
L'architecte est la société Ishimoto Architectural & Engineering Firm, Inc.  qui a conçu le bâtiment dans un style style post-moderne très en vogue dans les années 1990 au Japon et dans la plupart des pays du monde.
Le constructeur de l'immeuble est la société Kajima Corporation